# Taraxacum bicorne
Taraxacum bicorne là một loài thực vật có hoa trong họ Cúc. Loài này được Dahlst. miêu tả khoa học đầu tiên năm 1906.